# Glaznoty
Glaznoty (niem. Marienfelde) – wieś w Polsce położona w województwie warmińsko-mazurskim, w powiecie ostródzkim, w gminie Ostróda. W latach 1975–1998 miejscowość administracyjnie należała do województwa olsztyńskiego.
Wieś położona nad rzeką Gizelą. We wsi znajdują się dwa kościoły wpisane do rejestru zabytków. W odległości 3 km od wsi znajduje się Dylewska Góra. W pobliżu wsi znajduje się rezerwat Jezioro Francuskie. Nazwa niewielkiego jeziora wiąże się z utopieniem w nim w 1813 roku 80 Francuzów przez okolicznych chłopów.

## Historia
Wieś wraz z kościołem istniała już przed 1414 rokiem. W czasach krzyżackich wieś pojawia się w dokumentach w roku 1414, podlegała pod komturię w Ostródzie, były to dobra rycerskie o powierzchni 60 włók. W 1414 r. Prusowie Glabune i Glasnote otrzymali od komtura Lutera z Brunszwiku 60 włók w Glaznotach. W 1428 r. Paweł Russdorf nadał Nikluszowi i Urdze 7 włók w Glaznotach na prawie pruskim z obowiązkiem pełnienia powinności kościelnych i służby zbrojnej. W 1445 r. Konrad von Erlichhausen nadał Hartwigowi 10 włók ma prawie magdeburskim. W 1482 r. wielki mistrz Marcin Truchsess nadał 60 włók na prawie chełmińskim Janowi Berkanowi, z włokami sołeckimi i kościelnymi oraz niższym i wyższym prawem sądowniczym. W 1552 r. we wsi mieszkała wyłącznie ludność pochodzenia polskiego. W latach 1542–1816 kościół w Glaznotach był filia kościoła w Lipowie.
W 1817 r. kościół w Glaznotach przyłączono do parafii w Marwałdzie. W 1900 r. powołano obwód duszpasterski ze stale rezydującym pastorem. W latach 1907–1912 było tu 2780 parafian, w tym 1800 Polaków. Od pastora wymagano znajomości "języka mazurskiego" (gwara mazurska języka polskiego). W 1910 r. wieś obejmowała areał 804 ha i zamieszkana była przez 651 osób (w tym 326 Polaków). Na początku XX wieku we wsi były dwa zajazdy. W 1925 r. w Glaznotach było 583 mieszkańców, w tym 74 katolików. W 1939 r. we wsi mieszkało 575 osób.
We wrześniu 1946 r., w zasadzce urządzanej przez partyzancki oddział "Bali" zginął w Glaznotach dowódca operacyjnej Komendy Powiatowej Milicji Obywatelskiej st. sierż. Błażej Kozak
Od 1947 roku funkcjonuje w Glaznotach Ochotnicza Straż Pożarna. Obecnie posiada lekki samochód gaśniczych Żuk A15 w wersji GLM 8 wyposażony w podstawowy sprzęt do działań ratowniczo–gaśniczych (motopompa, radiostacja samochodowa itp.).

## Zabytki
- Kościół z XIV w., zbudowano około 1400 roku, przebudowany w XVIII wieku. Odrestaurowany w 1899 roku i ponownie w 2004 roku.Po reformacji funkcjonował jako świątynia luterańska, współcześnie metodystyczna[9][10]
- Kościół katolicki, wybudowany na przełomie XIX i XX[11] (1903[12]). Kościół należy do Parafii Narodzenia Najświętszej Maryi Panny.
- pozostałości dawnego cmentarza ewangelickiego.
- Wiadukt kolejowy z początku XX wieku, stojący na nieczynnej trasie Działdowo-Ostróda. Linia powstała w 1913 roku. W 1945 roku większość torów zabrali i wywieźli Rosjanie.